# Within These Walls (serie televisiva)
Within These Walls è una serie televisiva britannica in 72 episodi trasmessi per la prima volta nel corso di 5 stagioni dal 1974 al 1978.
È una serie drammatica ambientata in un carcere femminile britannico e incentrata sulle vicende
del personale della prigione e, più marginalmente, dei detenuti. Il personaggio principale è la direttrice della prigione Faye Boswell (Googie Withers), e gli episodi ruotano intorno ai suoi tentativi di liberalizzare il regime carcerario in relazione alla gestione della sua vita personale. Un altro personaggio di spicco è il suo superiore, Mrs. Armitage (Mona Bruce). Googie Withers lasciò dopo tre stagioni; nella quarta stagione il suo personaggio viene sostituito da quello della nuova direttrice, Helen Forrester (Katharine Blake), che a sua volta lascia nel finale della stagione e viene sostituita da Susan Marshall (Sarah Lawson). Il creatore e sceneggiatore della serie, David Butler, interpreta il cappellano del carcere, il reverendo Henry Prentice, in alcuni episodi.

## Personaggi e interpreti

### Personaggi principali
- Faye Boswell, direttrice della prigione (42 episodi, 1974-1975), interpretata da Googie Withers.
- Charles Radley (56 episodi, 1974-1978), interpretato da Jerome Willis.
- Mrs. Armitage (54 episodi, 1974-1978), interpretata da Mona Bruce.
- Dottor Peter Mayes (53 episodi, 1974-1978), interpretato da Denys Hawthorne.
- Miss Clarke (42 episodi, 1974-1978), interpretata da Beth Harris.
- Ufficiale Spencer (32 episodi, 1975-1978), interpretata da Elaine Wells.
- Martha Parrish (28 episodi, 1974-1978), interpretata da Sonia Graham.
- Janet Harker (19 episodi, 1974-1976), interpretata da Janet Lees-Price.

### Personaggi secondari
- Ufficiale Parsons (19 episodi, 1975-1978), interpretata da Miranda Forbes.
- Helen Forrester (17 episodi, 1976), interpretata da Katharine Blake.
- Bill Boswell (17 episodi, 1974-1975), interpretato da Raymond Adamson.
- Istitutrice Sarah Marshall (13 episodi, 1978), interpretata da Sarah Lawson.
- Miss Flaxton (13 episodi, 1974-1975), interpretata da Audrey Muir.
- Mrs. Weeks (12 episodi, 1974-1978), interpretata da Betty Romaine.
- Miss Berryman (10 episodi, 1974-1975), interpretata da Diana Rayworth.
- Marian Collins (9 episodi, 1975-1978), interpretata da Hazel Clyne.
- Ted Armitage (8 episodi, 1974-1978), interpretato da Charles Morgan.
- Ufficiale Norris (8 episodi, 1975-1976), interpretata da Patricia Macrae.
- Beth Radley (7 episodi, 1974-1976), interpretata da Patricia Maynard.
- Ufficiale Carto (7 episodi, 1975-1976), interpretato da Jumoke Debayo.
- Rev. Henry Prentice (6 episodi, 1974-1978), interpretato da David Butler.
- Ufficiale Poole (6 episodi, 1976), interpretato da Alison Groves.
- Sorella Webber (6 episodi, 1974-1978), interpretata da Elspeth MacNaughton.
- Ellen Armitage (6 episodi, 1975-1976), interpretata da Suzan Cameron.
- Sorella Baxter (5 episodi, 1974-1976), interpretata da Doreen Andrew.
- Tessa Brady (5 episodi, 1975-1976), interpretata da Maureen Sweeney.
- Barbara (5 episodi, 1974-1975), interpretata da Floella Benjamin.
- Lily Hever (5 episodi, 1974-1975), interpretata da Carolyn Jones.
- Pauline Johnson (5 episodi, 1974), interpretata da Rosalind Knight.
- Beanie Dixon (5 episodi, 1975-1978), interpretata da Natalie Kent.

## Produzione
La serie, ideata da David Butler, fu prodotta da Jack Williams per la London Weekend Television Le musiche furono composte da Denis King.

### Registi
Tra i registi sono accreditati:
- Christopher Hodson in 11 episodi (1974-1978)
- Paul Annett in 7 episodi (1974-1976)
- Philip Casson in 7 episodi (1975-1976)
- Bryan Izzard in 7 episodi (1975-1976)
- Tony Wharmby in 4 episodi (1974-1975)
- John Gorrie in 4 episodi (1975-1978)
- Paddy Russell in 4 episodi (1975-1976)
- Peter Moffatt in 3 episodi (1974-1978)
- Bill Bain in 3 episodi (1974-1975)
- John Reardon in 3 episodi (1974-1975)
- Mike Gibbon in 3 episodi (1975-1976)
- Marek Kanievska in 3 episodi (1976-1978)
- Malcolm Taylor in 2 episodi (1975)
- Mike Gibson

### Sceneggiatori
Tra gli sceneggiatori sono accreditati:
- David Butler in 18 episodi (1974-1978)
- Susan Pleat in 7 episodi (1974-1978)
- Peter Hammond in 5 episodi (1974-1978)
- Terence Feely in 5 episodi (1974-1976)
- Tony Hoare in 5 episodi (1974-1976)
- Peter Wildeblood in 4 episodi (1974-1976)
- Tony Parker in 3 episodi (1974-1976)
- Adele Rose in 3 episodi (1974-1975)
- Mona Bruce in 3 episodi (1975-1978)
- Robert James in 3 episodi (1975-1978)
- Kathleen J. Smith in 3 episodi (1975-1976)
- Felicity Douglas in 2 episodi (1974-1975)
- Rosemary Anne Sisson in 2 episodi (1974-1975)

## Distribuzione
La serie fu trasmessa nel Regno Unito dal 4 gennaio 1974 al 15 aprile 1978 sulla rete televisiva Independent Television.

## Episodi
| Stagione         | Episodi | Prima TV Regno Unito | Prima TV Italia |
| ---------------- | ------- | -------------------- | --------------- |
| Prima stagione   | 13      | 1974                 |                 |
| Seconda stagione | 13      | 1975                 |                 |
| Terza stagione   | 16      | 1975                 |                 |
| Quarta stagione  | 17      | 1976                 |                 |
| Quinta stagione  | 13      | 1978                 |                 |